# سامی مستونن
سامی مستونن (انگلیسی: Sami Mustonen؛ زادهٔ ۶ آوریل ۱۹۷۷)از برندگان مدال‌های بازی‌های المپیک اهل فنلاند است.